# Dilayla Romeo
Dilayla Romeo David (Santa Cruz de Tenerife, 1 de mayo) es una ex gimnasta rítmica que fue componente de la selección nacional de gimnasia rítmica de España. En la actualidad es fotógrafa.

## Biografía deportiva
Se inició en el Club Escuela de Gimnasia Rítmica de Zaragoza. En 1993 se convierte en campeona de Aragón en categoría júnior, y en 1994 campeona de Aragón en categoría juvenil. En junio de 1994, obtuvo la medalla de plata en cinta en categoría juvenil en el Campeonato de España Individual de Valladolid.
Llegó a la selección en la modalidad de conjuntos hacia octubre de 1994, permaneciendo en ella un total de 8 meses, hasta mayo de 1995. Convivió con el resto de las componentes del equipo en un chalet en Canillejas y entrenó en el Gimnasio Moscardó de lunes a sábado en torno a unas 6 horas diarias. El conjunto fue entrenado por la propia Emilia Boneva y por María Fernández Ostolaza. La coreógrafa desde 1994 hasta 1998 fue Marisa Mateo. Durante ese tiempo, Romeo sería una de las gimnastas suplentes del equipo, no llegando nunca a participar como titular en ninguna competición, aunque viajó como reserva al Torneo Internacional de Portimão en 1995. El conjunto al que perteneció sería posteriormente campeón olímpico en Atlanta '96, recibiendo el seudónimo de las Niñas de Oro.

### Retirada de la gimnasia
En la actualidad vive entre Barcelona y Maputo (Mozambique), y es fotógrafa independiente. Entre sus proyectos destaca Root-in (2018), que muestra el trabajo humanitario de la Fundación Khanimambo en Mozambique.

## Música de los ejercicios
| Año  | Aparatos             | Música                                                                                |
| ---- | -------------------- | ------------------------------------------------------------------------------------- |
| 1995 | 5 aros               | Pieza Asturias (Leyenda), perteneciente a la Suite española, Op. 47 de Isaac Albéniz. |
| 1995 | 3 pelotas y 2 cintas | Tango «Verano porteño», de Astor Piazzolla.                                           |

## Palmarés deportivo

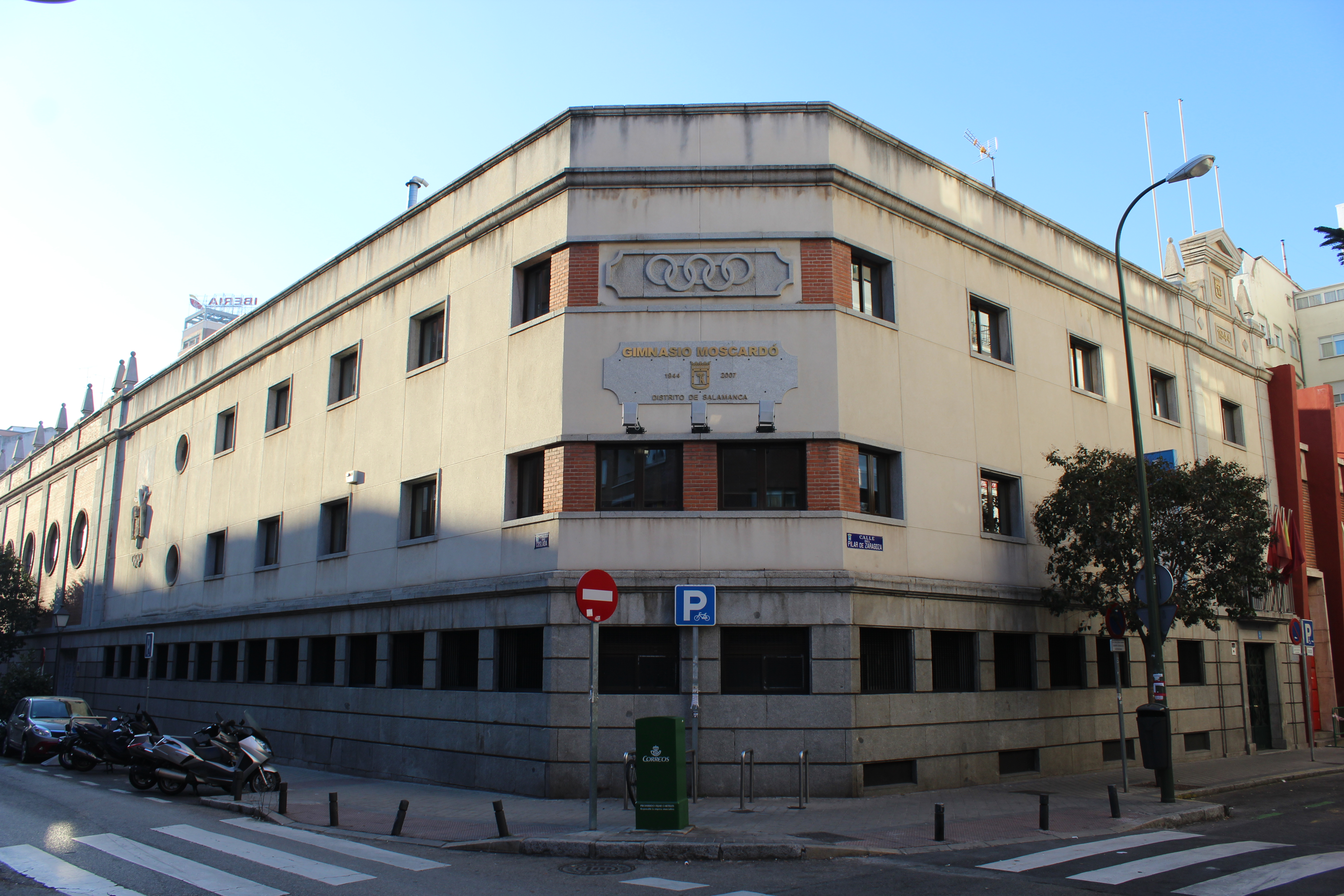
El Gimnasio Moscardó, en el distrito de Salamanca (Madrid), fue el lugar de entrenamiento de la selección nacional de gimnasia rítmica hasta 1997.

### Selección española

#### Conjunto sénior
1995 
- Torneo Internacional de Portimão

 Bronce en concurso general
 Bronce en 5 aros